# Apink's Showtime
Apink's Showtime (Hangul: 에이핑크의 쇼타임) là mùa thứ ba của Showtime - một chương trình truyền hình thực tế Hàn Quốc, được phát sóng từ ngày 7 tháng 8 năm 2014 trên kênh MBC Every1.

## Quá trình thực hiện
Vào ngày 18 tháng 7, MBC Every1 thông báo rằng Apink sẽ là nhóm tiếp theo sẽ quay Showtime mùa thứ 3, Apink sẽ là nhóm nữ đầu tiên quay show này. Với việc công bố việc này, một người đại diện cũng nói thêm "Apink sẽ cho mọi người thấy cuộc sống thường ngày của mình khác biệt như thế nào so với BEAST và EXO."
Trong buối họp báo vào ngày 6 tháng 8, PD Yoon Mi Jin, nhà sản xuất chính của Showtime, đã tiết lộ lý do casting Apink cho mùa mới của chương trình rằng, "Họ là nhóm nhạc nữ nổi bật nhất năm 2014, đo là lý do tại sao," và tiếp tục giải thích, "Apink và các thành viên đang theo đuổi các hoạt động cá nhân đa dạng, vì vậy chúng tôi nghĩ rằng mọi người rất tò mò về họ. Với sự thành công của họ kể từ khi ra mắt công chúng, chúng tôi quyết định chọn họ cho mùa thứ ba của chương trình."
Các thành viên của Apink cũng chia sẻ suy nghĩ của mình về việc quay một show thực tế kể từ Apink News. Nam-joo cho biết "Có rất nhiều điều chúng tôi sẽ lần đầu tiên tiết lộ. Tất nhiên, gương mặt mộc của chúng tôi, ký túc xá. Chúng tôi sẽ là chính mình trong chương trình. Tôi nghĩ rằng mọi người sẽ cảm thấy đang làm việc cùng chúng tôi hơn là đang xem chương trình." Na-Eun nói thêm, "Cách đây không lâu, chúng tôi quay phim tại một công viên nước và tôi đã rất hào hứng mà quên mất rằng mình đang quay chương trình. Tôi đã rất lo lắng rằng chương trình sẽ như thế nào, nhưng chúng tôi đã nhận được rất nhiều sự quan tâm thông qua các chương trình truyền hình thực tế. Tôi hy vọng sự ủng hộ đó sẽ theo chúng tôi cùng với chương trình này."
Apink's Showtime bắt đầu phát sóng vào ngày 7 tháng 8 năm 2014 vào mỗi thứ năm hàng tuần với tổng cộng 8 tập. Tập đầu tiên ghi nhận mức rating trung bình là 1.35% và rating cao nhất là 1.74%, rating cao nhất trong các tập đầu của Showtime và cho một chương trình thực tế của thần tượng trên tuyền hình cáp. Chương trình cũng nhận được sự ủng hộ của khán giả nữ khi rating trung bình của nhóm khán giả này đạt 2.1%.

## Nội dung
| Tập | Tựa đề, Nội dung chính         | Ngày phát sóng      |
| --- | ------------------------------ | ------------------- |
| 1 | "A Brutal Start"               | 7 tháng 8 năm 2014  |
| Nhiệm vụ đầu tiên của chương trình, Apink phải thử thách mình thông qua việc nhảy Bungee. Nhiệm vụ tiếp theo đến từ 4 người nôi tiếng. Đầu tiên là Ji Hyun Woo với mong muốn được biết rằng thành viên nào trong Apink hát nhạc Trot tốt nhất. Tiếp theo là BEAST Do Joon muốn được xem các hành động dễ thương của Apink, Seo In Guk muốn được xem các thành viên nhảy các bài hát phong cách sexy, SHINee Key muốn được biết ai hợp với màu son đỏ nhất. |                                |                     |
| 2 | "Hot Summer Story"             | 14 tháng 8 năm 2014 |
| Các thành viên dành cả ngày tại công viên nước. Bomi nhận nhiệm vụ ẩn của chương trình quay lại mặt mộc của các thành viên. |                                |                     |
| 3 | "Apink Goes to Japan"          | 21 tháng 8 năm 2014 |
| Showtime theo chân Apink trong hoạt động quảng bá tại Nhật của nhóm. Nhiệm vụ đầu tiên là tìm ra người nói tiếng Nhật tốt nhất. Tiếp theo là chuẩn bị một sinh nhật bất ngờ cho Bomi ngay tại phòng khách sạn của nhóm. Tập phim kết thúc bằng tour ẩm thực của Apink tại Hongdea |                                |                     |
| 4 | "The birth of Brother's-Fools" | 28 tháng 8 năm 2014 |
| Showtime mời Minki - em trai của Eunji - để trở thành vua một ngày. Nhiệm vụ trong tập này đều liên quan tới cậu. Các thành viên đã được biết về món ăn thích nhất, phong cách thời trang và hình mẫu lý tưởng của Minki. |                                |                     |
| 5 | "Apink's Lucky Day"            | 4 tháng 9 năm 2014  |
| Các thành viên thực hiện các bài kiểm tra xem họ hiểu nhau như thế nào. Phần thưởng cho các bài kiểm tra chính là mong muốn của từng thành viên. |                                |                     |
| 6 | "First Train trip"             | 11 tháng 9 năm 2014 |
| Nhóm đã đến thăm Chuncheon bằng tàu hỏa. Trong thời gian di chuyển, các thành viên đã chơi một vài trò chơi nhỏ để quyết định người trả tiền cho bữa ăn nhẹ trên tàu. Tập phim tiếp nối bằng thử thách đảo ngược vai trò của các thành viên trong nhóm và kết thúc bằng việc thưởng thức món ngon tại địa phương. |                                |                     |
| 7 | "Apink from A to Z"            | 18 tháng 9 năm 2014 |
| Showtime theo chân Apink trong việc ghi âm đĩa đơn đầu tiên tại Nhật Bản. Sau đó các thành viên chia sẻ về câu chuyện thử giọng của họ và việc trở thành một thành viên của Apink. Tập phim kết thúc bằng màn thi đấu nhảy của các thành viên. |                                |                     |
| 8 | "Goodbye Apink"                | 25 tháng 9 năm 2014 |
| Với tập cuối, Showtime đã giao nhiệm vụ cuối cùng cho các thành viên: tặng một món quà cho người mà mình xem là tri kỷ. |                                |                     |